# Barylypa simulata
Barylypa simulata là một loài tò vò trong họ Ichneumonidae.